# Hải Phong, Hải Hậu
Hải Phong là một xã thuộc huyện Hải Hậu, tỉnh Nam Định, Việt Nam.
Xã Hải Phong có diện tích 7,76 km², dân số năm 2022 là 8.767 người, mật độ dân số đạt 1.129 người/km².